# Église San Francesco a Monte Mario
San Francesco d'Assisi a Monte Mario comprend deux églises catholiques romaines adjacentes situées sur la Piazza di Monte Gaudio, à Rome, dans le Municipio XIV Trionfale. 

## Description
Actuellement, le site comprend une église moderne et une église plus ancienne. La plus ancienne église et un monastère adjacent, construits vers 1670, ont été érigés par l'ordre des Hiéronymites. Elle était initialement intitulée Sant'Onofrio in Campagna et situé dans le Borgo Clementino. Située à l'entrée de la Via Francigena vers le centre de Rome, l'église a changé sa dédicace pour saint François d'Assise. Elle a été faite église paroissiale par le pape Clément XI. 
En 2003, une nouvelle église a été conçue par Anna Claudia Cenciarini. L'église est surmontée d'une frise sculptée. Elle est actuellement gérée par les clercs de l'ordre Scolopi.

## Galerie

L'ancienne église
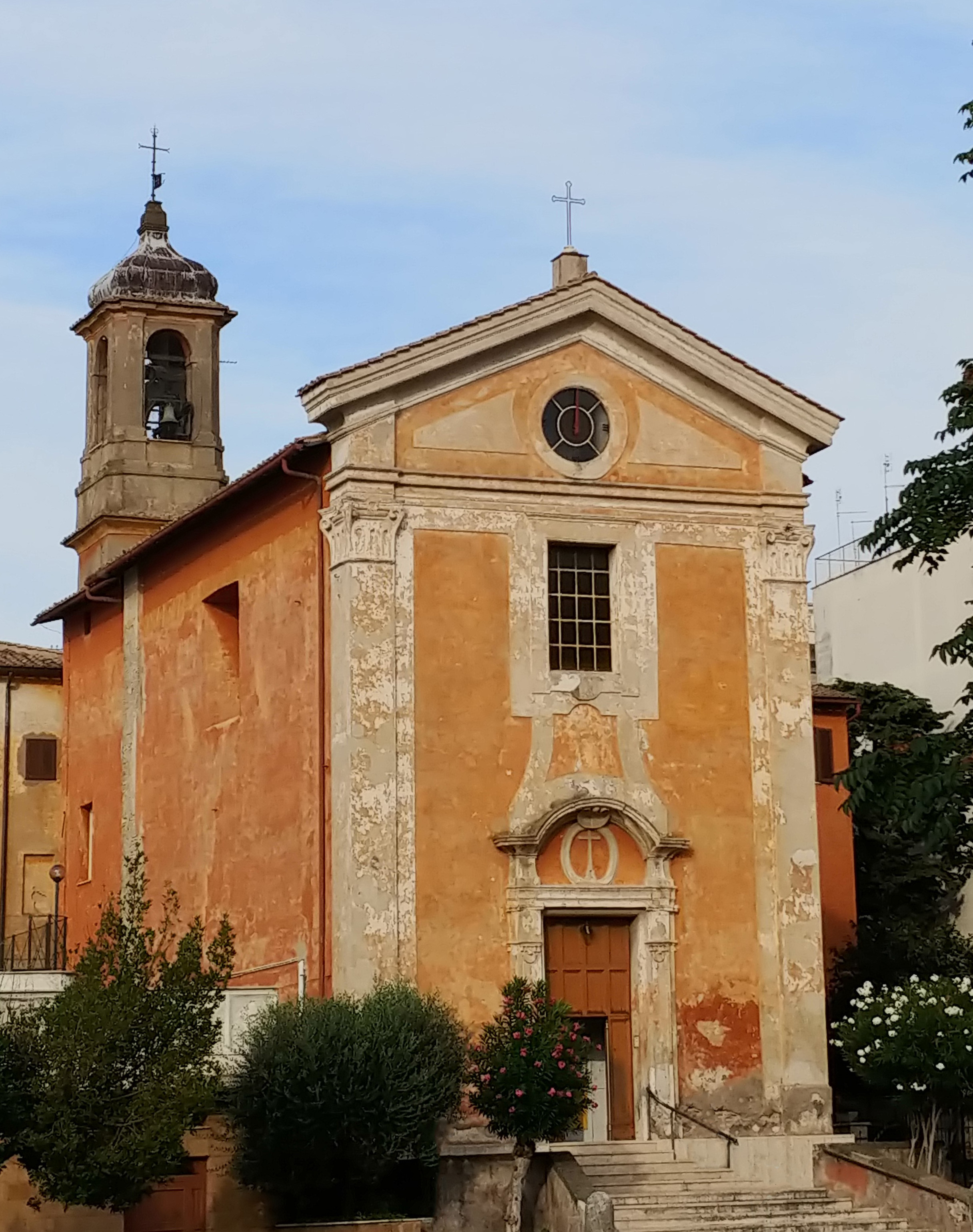
Extérieur.
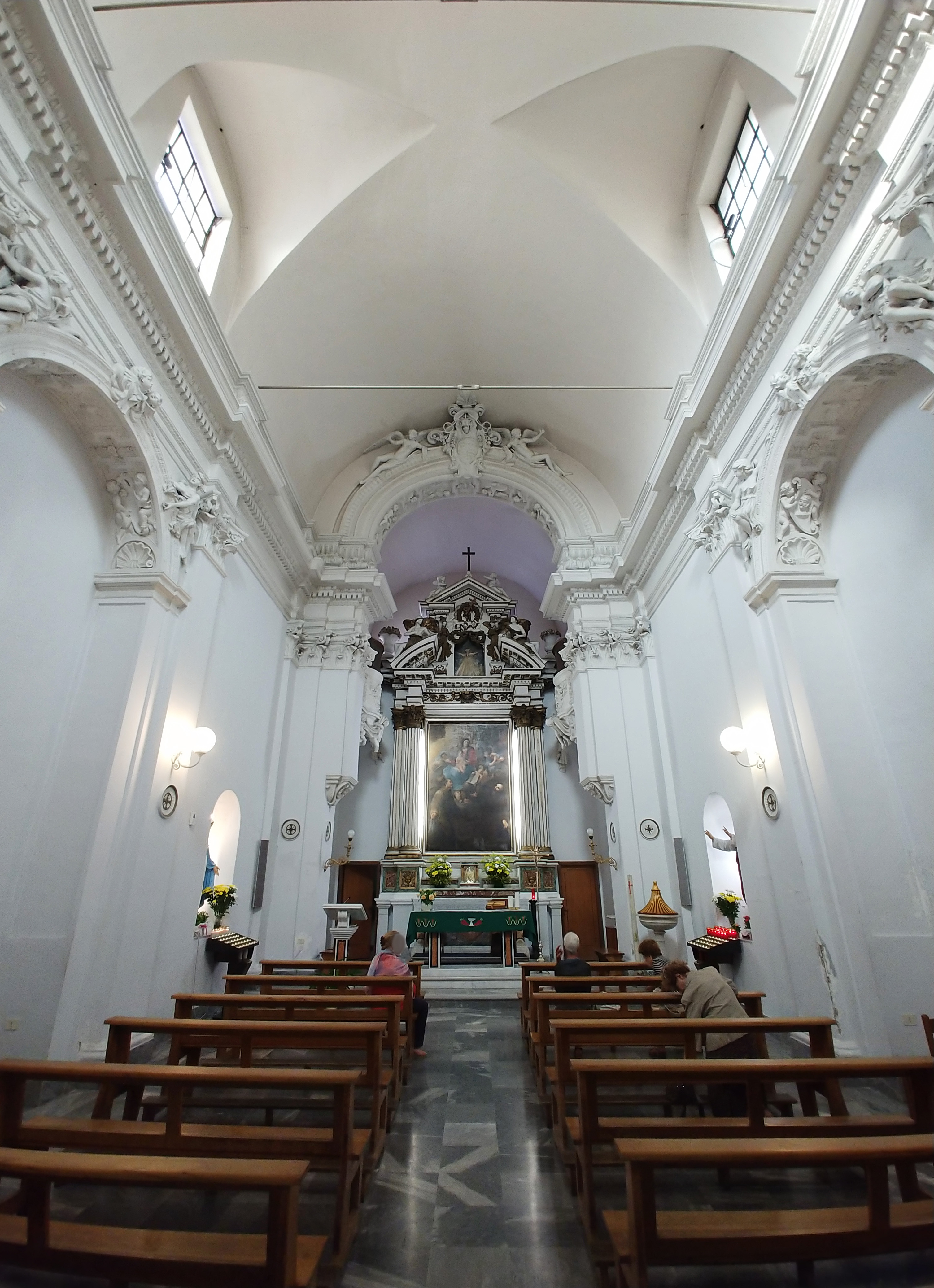
Intérieur.
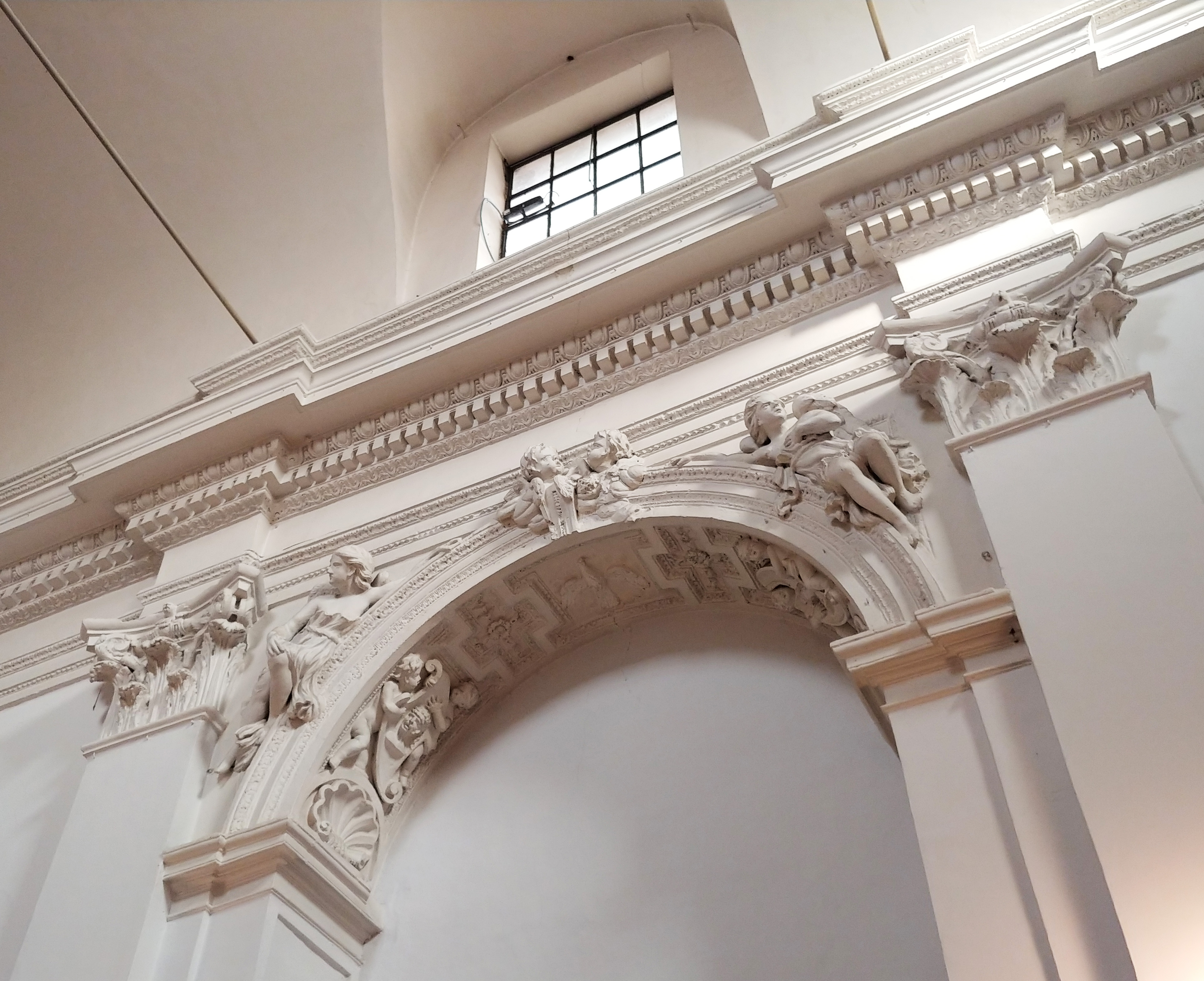
Détail de stuc.

La nouvelle église
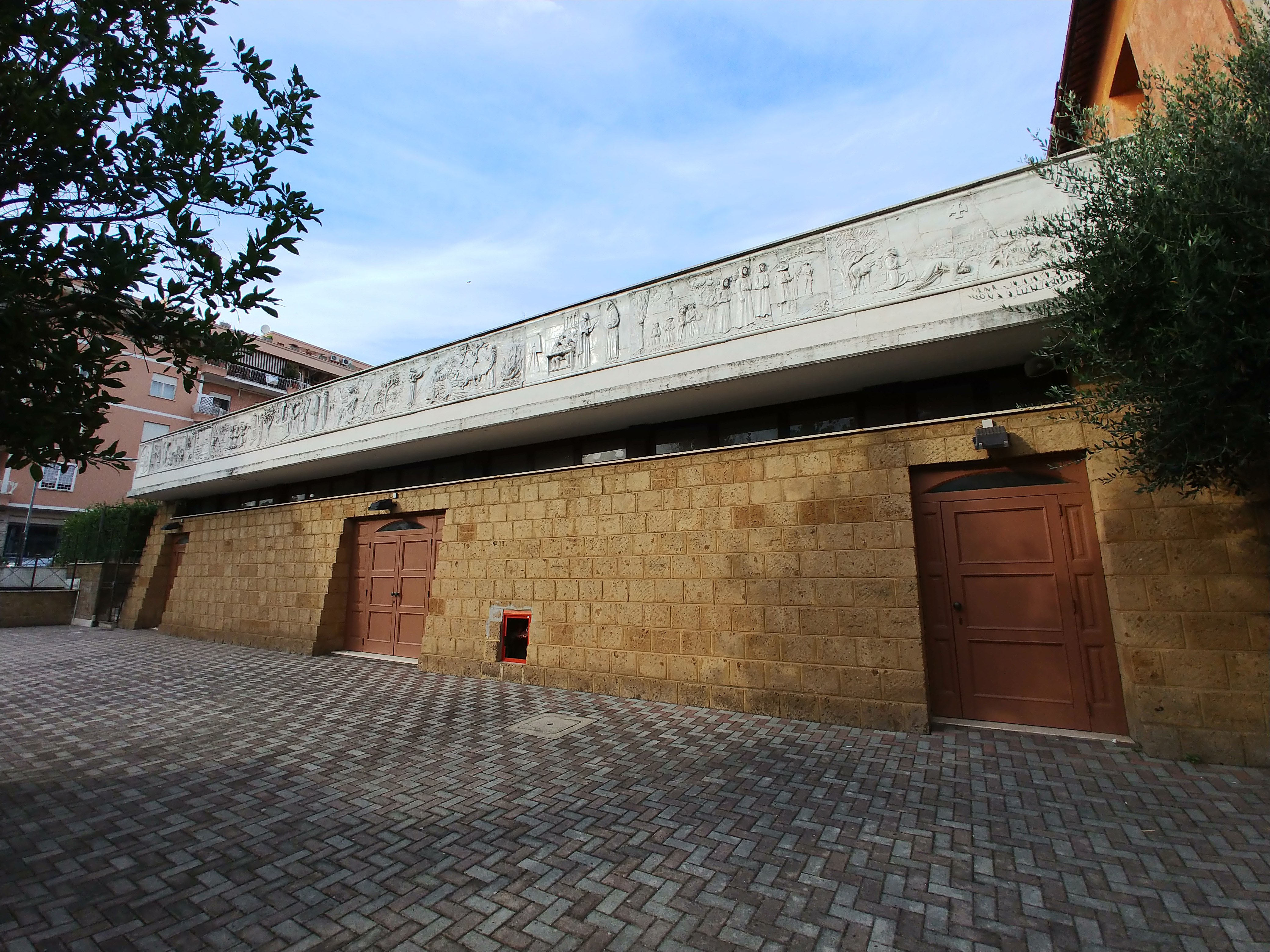
Disposition.
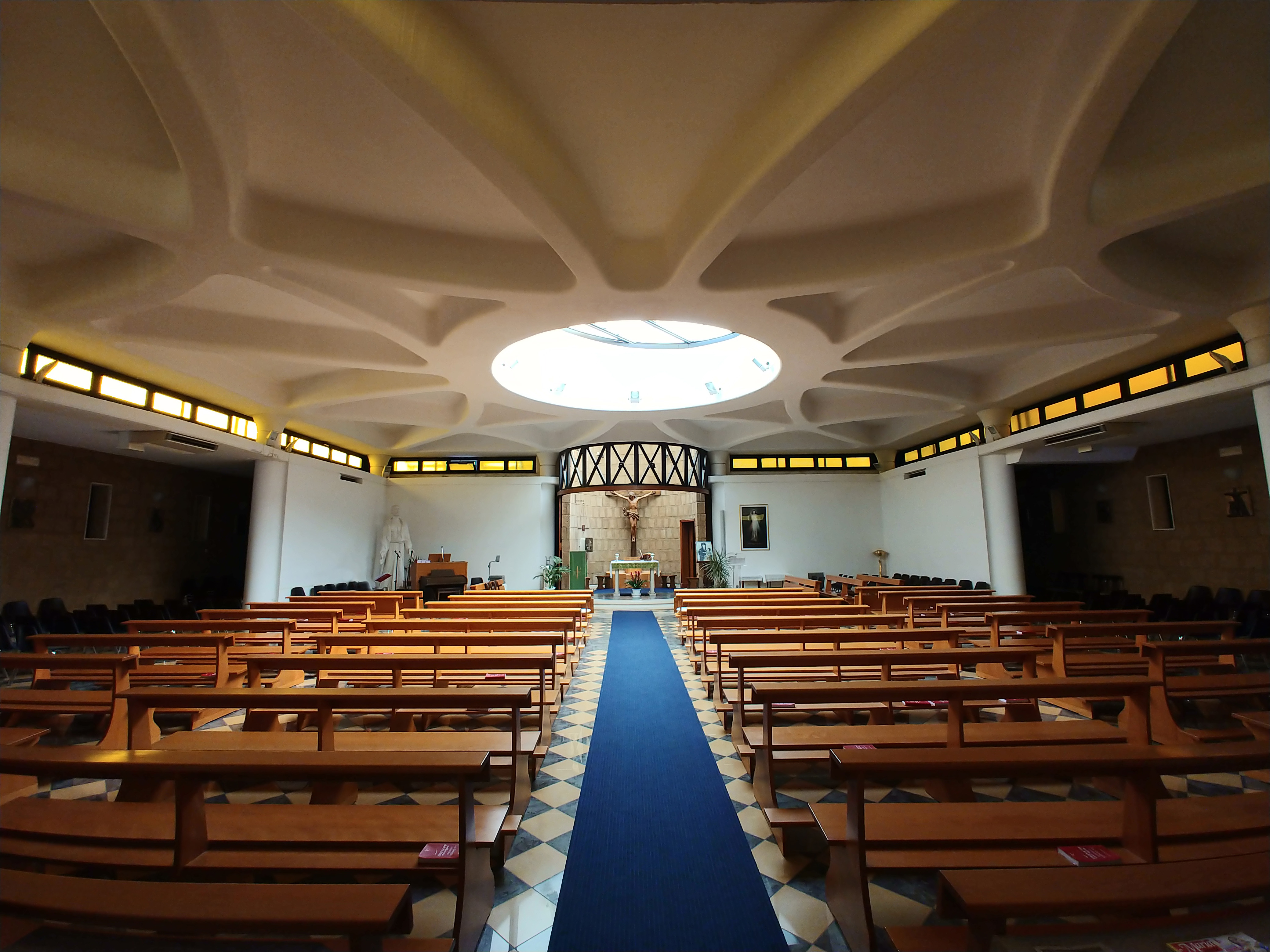
Intérieur.
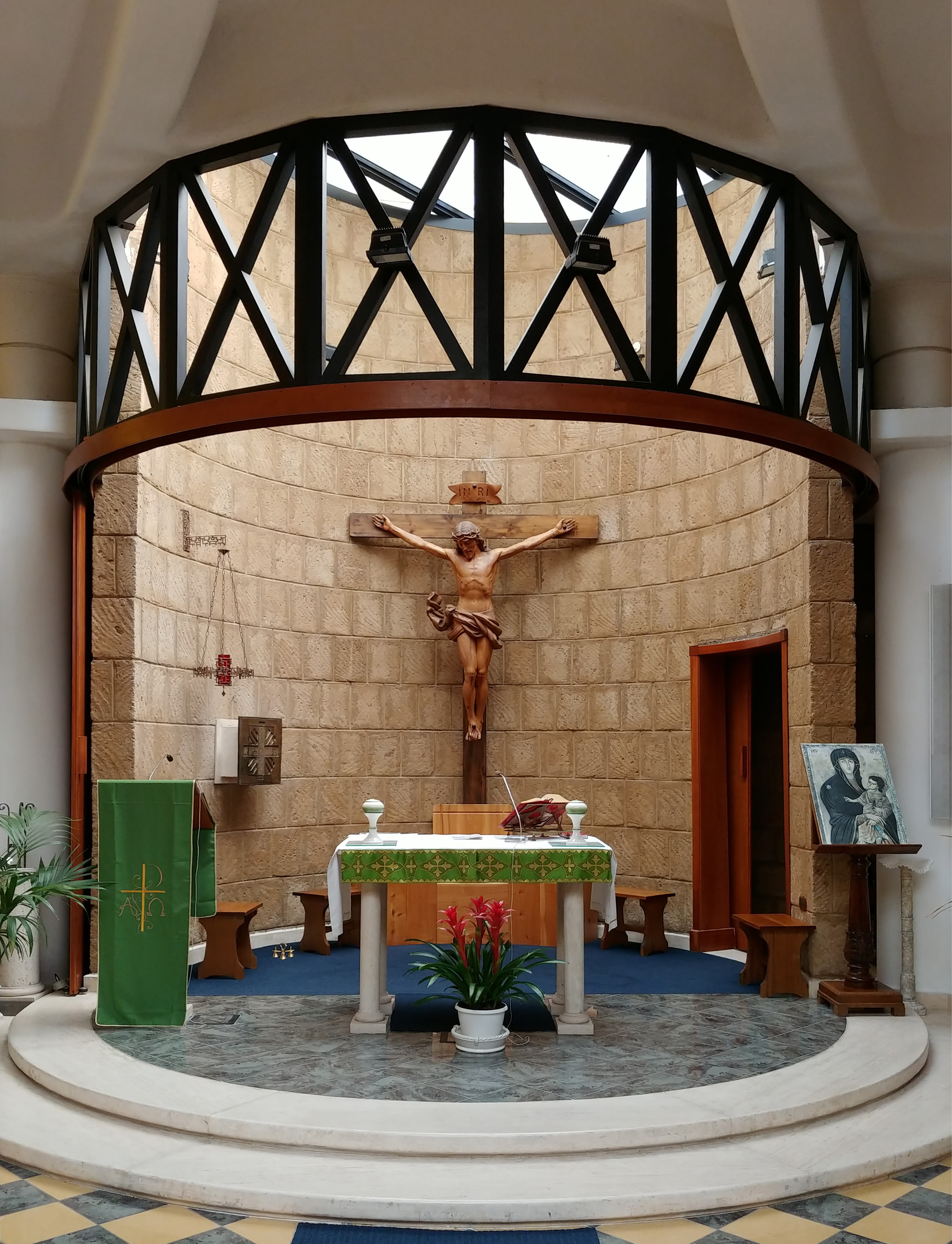
Abside.

## Source de traduction
- (it) Cet article est partiellement ou en totalité issu de l’article de Wikipédia en italien intitulé « Chiesa di San Francesco d'Assisi a Monte Mario » (voir la liste des auteurs).